# Милове
Ми́лове (також Мелове) — село в Україні, у Милівській сільській громаді Бериславського району Херсонської області. Населення становить 1071 осіб.

## Географія
На південно-східній стороні від села річка Балка Милова впадає у Дніпро.

## Історія
Станом на 1886 рік в селі Качкарівської волості мешкало 326 осіб, налічувалось 56 дворів, православна церква і церковно-приходська школа, відкрита у 1862 році.
Село постраждало від Голодомору, проведеного радянським урядом у 1932—1933 роках. Згідно з мартирологом Національної книги пам'яті України, складеного на основі свідчень очевидців (зокрема Лободенко М.) 2007 року, загинула 1 особа — Микола, який мав 21 рік.
З 31 серпня по 22 вересня 2016 року в Бериславі, Зміївці, Миловому та Чаплинці відбувалися зйомки повнометражного художнього фільму «Вулкан» режисера Романа Бондарчука.
12 червня 2020 року, відповідно до Розпорядження Кабінету Міністрів України від № 726-р «Про визначення адміністративних центрів та затвердження територій територіальних громад Херсонської області», увійшло до складу  Милівської сільської громади.
19 липня 2020 року, в результаті адміністративно-територіальної реформи та ліквідації   Бериславського району (1923—2020), увійшло до складу новоутвореного Бериславського району.

### Російське вторгнення в Україну (з 2022)
9 березня 2022 року село окуповане російськими військами.
18 червня 2022 року від уламків крилатої ракети у селі згоріло поле гороху.
9 листопада 2022 року російські окупанти залишили село під час відступу під натиском ЗСУ з правобережжя Херсонської області (див. Херсонський контрнаступ).
10 листопада ЗСУ визволили село з-під російської окупації.
Після звільнення село перебуває під постійним вогнем російської армії з лівобережжя Херсонщини.
7 лютого 2023 року окупанти обстріляли село.

## Населення

### Мова
Розподіл населення за рідною мовою за даними перепису 2001 року:
| Мова            | Кількість | Відсоток |
| --------------- | --------- | -------- |
| українська      | 1024      | 95.61%   |
| російська       | 42        | 3.93%    |
| вірменська      | 3         | 0.28%    |
| румунська       | 1         | 0.09%    |
| інші/не вказали | 1         | 0.09%    |
| Усього          | 1071      | 100%     |

## Відомі особистості
У селі народилися:
- український письменник Яків Баш (1908—1986).
- Лебідь Сергій Вікторович (1988—2016) — солдат Збройних сил України, учасник російсько-української війни. Народився 1988 року в селі Милове Бериславського району (Херсонська область). 2005 року закінчив ЗОШ села Милове, згодом — Бериславський професійний аграрний ліцей, здобувши професії бджоляра й водія. Мобілізований як доброволець 28 липня 2015 року — до військової частини 79-го прикордонного загону. 7 вересня здобув спеціальність навідника гармати танку 3-го класу, від 6 листопада служив під Бахмутом; солдат 17-ї окремої танкової бригади. Брав участь у бойових діях. 3 березня 2016 року помер у військовому шпиталі від пневмонії. Похований 6 березня 2016-го у Миловому. Залишились батьки та вагітна на той час наречена. У селі Милове відкрито меморіальну дошку Сергію Лебідю.[14][15] [Архівовано 4 травня 2017 у Wayback Machine.]

- Савчук Євген Анатолійович (1989-2023). р головний сержант взводу 25 ОПДБр, колишній працівник поліції .Добровольцем мобілізувався до лав ЗСУ,загинув в квітні 2023 року,під н.п Креміна Луганської обл,в наслідок артилерійського обстрілу. Похований на цвинтарі в селі Милове[джерело?].